# Lukko
Le Rauman Lukko (Lukko) est un club de hockey sur glace professionnel de Finlande évoluant dans la Liiga, la plus haute division finlandaise. Le club est localisé à Rauma, joue ses matchs locaux à la Kivikylän Areena et fut fondé en 1936.

## Palmarès
- Vainqueur de la Suomen Cup : 1964, 1969.

2022 champion de Finlande pour la première fois

## Numéros retirés
- 4 - Teppo Rastio, Jouni Peltonen
- 7 - Matti Keinonen
- 8 - Jorma Vehmanen
- 26 - Matti Forss

## Les logos

Logo de 2001 à 2012
Logo depuis 2012